# James Mason Crafts
James Mason Crafts (8 de març de 1839 – 20 de juny de 1917) va ser un químic estatunidenc, conegut pel desenvolupament de les reaccions d'alquilació i acilació Friedel-Crafts amb Charles Friedel el 1876. Va ser president del Massachusetts Institute of Technology entre 1892 i 1897.

## Biografia
James Crafts va néixer a Boston (Massachusetts) i es va graduar a la Universitat Harvard el 1858. Encara que no va rebre el seu doctorat, va estudiar química a Alemanya a l'Acadèmia de Mines (1859) de Freiberg, i va ser assistent de Robert Bunsen a Heidelberg, i després amb Würtz a París (1861).
Va ser a París quan Crafts va conèixer a Charles Friedel, amb qui posteriorment va realitzar algunes de les seves investigacions més exitoses. Crafts va tornar als Estats Units el 1865. El 1868 va ser nomenat primer professor de química a la recentment fundada Universitat Cornell a Ithaca (Nova York), on va romandre fins al 1870.
Durant els següents quatre anys, Crafts va treballar com a professor de química a l'Institut de Tecnologia de Massachusetts, però el 1874 va prendre una excedència, es va unir amb Friedel a París i es va dedicar exclusivament a la investigació científica.
En el seu segon retorn als Estats Units, el 1891, Crafts es va convertir en professor de química orgànica a l'Institut de Tecnologia de Massachusetts (1892-97), on també va ser president des del 1898 fins al 1900. El 1900, Crafts va renunciar la presidència, i va reprendre a la investigació de problemes en la química física i orgànica.

## Treball científic
Les investigacions de Craft van ser en gran part en el camp de la química orgànica, però el seu nom està relacionat també amb molts èxits interessants en física i en química física. Va inventar un nou termòmetre d'hidrogen, va mesurar les densitats del iode a molt altes temperatures, va demostrar una periodicitat interessant en la variació dels punts d'ebullició de substàncies químiques aliades amb la pressió externa, va preparar una sèrie de nous compostos de l'element del silici, que són interessants a causa de la seva semblança química amb els corresponents compostos del carboni; i també va preparar nous compostos d'arsènic. Però el seu assoliment més important va ser el descobriment, conjuntament amb Friedel, d'un dels mètodes sintètics més fructífers en la química orgànica, la reacció Friedel-Crafts.
Centenars de nous compostos de carboni han estat creats per aquest mètode (New International Encyclopedia), que es basa en l'acció catalítica del clorur d'alumini.

## Reconeixement
En reconeixement dels serveis de Crafts per a la ciència, el govern francès el va convertir en un cavaller de la Legió d'Honor (1885), i la British Association for the Advancement of Science el va convertir en un dels seus membres corresponents. La Universitat Harvard li va atorgar el grau honorífic de LL.D. el 1898.
L'entrada de Crafts al dormitori del Senior House del MIT porta el seu nom en el seu honor.

## Escrits seleccionats
- A chronologically-arranged list of Crafts' papers is in the biographical note of Cross.[3]
- Qualitative Analysis (1869, and several later editions)